# Blei(IV)-acetat
Blei(IV)-acetat bildet farblose bis blass rosafarbene, monokline Kristalle. Es ist das Bleisalz der Essigsäure in der Oxidationsstufe +IV. Es stellt ein starkes Oxidationsmittel dar.

## Gewinnung und Darstellung
Blei(IV)-acetat wird normalerweise durch Reaktion von Blei(II,IV)-oxid („Mennige“) mit heißem Eisessig beziehungsweise einem Gemisch aus Eisessig und Acetanhydrid hergestellt, wobei letzteres zum Abfangen des entstehenden Wassers dient. Wird elementares Chlor in eine Lösung von Blei(II)-acetat in Essigsäure eingeleitet, entsteht ebenfalls zum Teil Blei(IV)-acetat.

## Eigenschaften
Blei(IV)-acetat tritt in Form farbloser bis blass rosafarbener, monokliner Kristalle auf. Es ist löslich in Chloroform und heißer Essigsäure. In kaltem Wasser oder in Ethanol zersetzt es sich. Es wirkt als Oxidationsmittel.

## Reaktionen und Verwendung
Blei(IV)-acetat wird in der organischen Synthese oft für die Glycolspaltung sowie zur Spaltung von α-Hydroxysäuren wie Oxalsäure genutzt. Es kann Aldoxime zu Nitriloxiden oxidieren. Die Oxidation von Hydrazonen mit Blei(IV)-acetat ergibt Diazoverbindungen. Verbindungen, die durch die Oxidation mit Blei(IV)-acetat hergestellt werden können, sind beispielsweise Lactone aus Alkoholen unter Kohlenstoffmonoxid-Atmosphäre. So ergibt die Oxidation von 4-Heptanol als Produkt Octano-1,5-lacton.
Blei(IV)-acetat eignet sich außerdem als Edukt zur Herstellung von Tetraalkylblei-Verbindungen. So ergibt die Reaktion mit Methylmagnesiumchlorid als Produkt Tetramethylblei und mit Ethylmagnesiumchlorid als Produkt Tetraethylblei.
Die Kochi-Reaktion dient der Decarboxylierung/Chlorierung von Carbonsäuren mit Blei(IV)-acetat und Lithiumchlorid. Weiterhin eignet sich Blei(IV)-acetat zur Einführung von Acetoxygruppen in Moleküle. Beispielsweise entsteht bei der Reaktion von Cyclohexen mit Blei(IV)-acetat 2-Cyclohexenylacetat und 1,2-Cyclohexylendiacetat und bei der Reaktion von 4-Methylanisol das Anisylacetat.